# Albert Zohmingmawia
Albert Zohmingmawia (sinh ngày 9 tháng 1 năm 1991) là một cầu thủ bóng đá người Ấn Độ thi đấu ở vị trí tiền vệ cho Aizawl ở I-League.

## Sự nghiệp
Sinh ra ở Mizoram, Zohmingmawia thi đấu cho Aizawl ở I-League 2nd Division và Mizoram Premier League. Anh cũng từng thi đấu cho Mizoram khi vô địch Đại hội Thể thao Quốc gia 2015.
Zohmingmawia ra mắt cho Aizawl tại I-League ngày 9 tháng 1 năm 2016 trước đương kim vô địch, Mohun Bagan. Anh thi đấu cả trận và Aizawl thất bại 3–1.

## Thống kê I-League
Tính đến 2 tháng 3 năm 2018
| Câu lạc bộ          | Mùa giải            | Giải vô địch        | Giải vô địch | Giải vô địch | Cúp Liên đoàn | Cúp Liên đoàn | Cúp Quốc gia | Cúp Quốc gia | Quốc tế | Quốc tế   | Tổng    | Tổng      |
| Câu lạc bộ          | Mùa giải            | Hạng đấu            | Số trận      | Bàn thắng    | Số trận       | Bàn thắng     | Số trận      | Bàn thắng    | Số trận | Bàn thắng | Số trận | Bàn thắng |
| ------------------- | ------------------- | ------------------- | ------------ | ------------ | ------------- | ------------- | ------------ | ------------ | ------- | --------- | ------- | --------- |
| Aizawl              | 2015–16             | I-League            | 14           | 1            | —             | —             | 0            | 0            | —       | —         | 14      | 1         |
| Aizawl              | 2016–17             | I-League            | 8            | 0            | —             | —             | 0            | 0            | —       | —         | 8       | 0         |
| Aizawl              | 2017–18             | I-League            | 10           | 0            | —             | —             | 0            | 0            | 1       | 0         | 11      | 0         |
| Tổng cộng sự nghiệp | Tổng cộng sự nghiệp | Tổng cộng sự nghiệp | 32           | 1            | 0             | 0             | 0            | 0            | 1       | 0         | 33      | 1         |